# Pentachaetinae
Pentachaetinae es una subtribu perteneciente a la subfamilia Asteroideae dentro de las asteráceas.

## Descripción
Las plantas de esta subtribu tiene un hábito herbáceo y no glanduloso. Las hojas a lo largo del vástago están dispuestas alternativamente, la lámina es entera y filiforme (de lineal a estrechamente oblanceolada ). La inflorescencia está formada por cabezas solitarias con largos pedúnculos. Las escalas (o brácteas )  están dispuestas de forma escalar en 2 - 4 series, los márgenes son hialinos pero no ciliadas. El receptáculo es plano-convexo y libre de lana para proteger la base de las flores. Los rayos florales son de color amarillo (blanco en algunas especies del género Pentachaeta ), las corolas están fuertemente aplanadas. Los frutos son aquenios cónicos comprimidos lateralmente, con un perfil estrechamente oblongo oblanceolato (aquenios en el género Tracyina está presente un pico). El vilano se forma a partir de cerdas dispuestas en 1 - 2 juegos, no son en forma de ancla. Las cerdas suelen ser persistentes y presente en múltiplos de 5 (el nombre de la subtribu - Pentachaetinae = cinco pelos - proviene de esta característica del vilano) a veces se dilata en la base y son connados parcialmente. En algunos casos están ausentes o sustituidos por copos largos (como en Rigiopappus ). 

## Distribución
Las especies de este grupo se distribuyen en EE. UU. (especialmente en el Estado de California ).

## Géneros
La subtribu comprende 3 géneros con unas 8 especies.
| Genere                    | N. specie                             | Distribuzione                      |
| ------------------------- | ------------------------------------- | ---------------------------------- |
| Pentachaeta Nutt., 1840   | 6 spp.                                | USA (California) y Baja California |
| Rigiopappus A. Gray, 1965 | 1 sp. Rigiopappus leptocladus A. Gray | USA                                |
| Tracyina S.F. Blake, 1937 | 1 sp. Tracyina rostrata S.F. Blake    | USA (California)                   |